# Ernest Rutherford
Pour les articles homonymes, voir Rutherford.
Ernest Rutherford (30 août 1871 à Brightwater, Nouvelle-Zélande - 19 octobre 1937 à Cambridge, Angleterre) est un physicien et chimiste néo-zélandais, considéré comme le père de la physique nucléaire. Il découvre les rayonnements alpha, les rayonnements bêta ; il découvre aussi que la radioactivité s'accompagne d'une désintégration des éléments chimiques, ce qui lui vaut le prix Nobel de chimie en 1908. C'est encore lui qui met en évidence l'existence d'un noyau atomique dans lequel sont réunies toute la charge positive et presque toute la masse de l'atome.
Si, pendant la première partie de sa vie, il se consacre exclusivement à la recherche, il passe la seconde à enseigner et à diriger le laboratoire Cavendish à Cambridge, où est découvert le neutron et où les physiciens Niels Bohr et Robert Oppenheimer sont venus se former. Son influence dans ce domaine de la physique qu'il a découvert est donc particulièrement importante.
Il interprète en 1911 la vision du modèle de Thomson ainsi que son expérience de la feuille d'or, ce qui le conduit à proposer son propre modèle.

## Les premières années
Ernest Rutherford est le quatrième des douze enfants de James et Martha Rutherford. Son père était fermier, mais aussi mécanicien, ingénieur, voire meunier, tandis que sa mère, avant leur mariage, était institutrice. Tous deux tenaient à ce que leurs enfants reçoivent une bonne éducation.
Ernest se distingue très tôt par sa curiosité et ses dons pour l'arithmétique, encouragé en cela par ses parents et par son instituteur. Brillant élève, il entre au Nelson College. Il est également doué pour le rugby à XV et très populaire dans son école. Au bout de sa troisième année au collège, il termine premier dans toutes les matières, ce qui lui permet d'entrer à l'université au Canterbury College tout en continuant à pratiquer le rugby et en fréquentant plusieurs clubs scientifiques et intellectuels.
Dès cette époque, le génie de Rutherford pour l'expérimentation commence à se manifester. Ses premières recherches montrent que le fer peut être magnétisé par les hautes fréquences, ce qui constitue en soi une découverte. Le détecteur magnétique de réception des ondes radios est annoncé au public le 12 juin 1902, par l'intermédiaire du Proceedings of the Royal Society. Ses excellents résultats scolaires lui permettent de poursuivre ses études et ses recherches pendant cinq ans dans cette université, qui lui avait attribué la seule bourse de Nouvelle-Zélande pour étudier les mathématiques. Il finance sa dernière année en donnant des cours.
Il obtient le titre de maîtrise des arts, avec une double première classe en mathématiques et en physique. En 1894, il obtient le titre de baccalauréat ès sciences, ce qui lui permet de poursuivre ses études en Angleterre, au laboratoire Cavendish à Cambridge, sous la direction du découvreur de l'électron, Joseph John Thomson à partir de 1895. Il est le premier étudiant venant d'outre-mer à le faire. Avant de quitter la Nouvelle-Zélande, il se fiance avec Mary Newton, une jeune fille de Christchurch qu'il épousera en 1900.

## Cambridge, 1895-1898
Il poursuit ses travaux sur les ondes hertziennes et sur leur réception à grande distance. Il fait devant la Cambridge Physical Society un exposé remarquable, qui — fait rare pour un si jeune chercheur — est publié dans les Philosophical Transactions de la Royal Society de Londres, ce qui lui procure une grande fierté.
En décembre 1895, il se met à étudier avec Thomson l'effet des rayons X sur un gaz. Ils découvrent que les rayons X ont la propriété d'ioniser l'air en produisant de grandes quantités de particules chargées, autant positives que négatives, et que ces particules peuvent se recombiner pour donner des atomes neutres. De son côté, Rutherford invente une technique pour mesurer la vitesse des ions, et leur taux de recombinaison. Ce sont ces travaux qui l'orientent définitivement dans la voie qui le rendra célèbre.

## Montréal, 1898-1907: radioactivité
En 1898, à l'âge de 26 ans, après trois ans passés à Cambridge, on lui propose une chaire de physique à l'Université McGill de Montréal, qu'il s'empresse d'accepter, voyant là l'occasion de faire venir auprès de lui celle qui l'attendait en Nouvelle-Zélande. Il arrive à Montréal un peu plus tard, âgé de 27 ans.
Becquerel découvre à cette époque (1896) que l'uranium émet un rayonnement inconnu, le « rayonnement uranique ».
Rutherford publie en 1899 un papier essentiel, où il étudie la façon dont ces rayonnements ionisent l'air en plaçant de l'uranium entre deux plaques chargées et en mesurant le courant qui passait. Il étudie ainsi le pouvoir de pénétration des rayonnements, en couvrant ses échantillons d'uranium avec des feuilles métalliques d'épaisseurs différentes.
Il remarque que l'ionisation commence par diminuer très rapidement avec l'augmentation de l'épaisseur des feuilles, puis, au-delà d'un certain seuil, diminue très doucement.
Il en déduit que l'uranium émet deux radiations différentes, parce qu'ayant des pouvoirs de pénétration différents. Il nomme la radiation la moins pénétrante le rayonnement alpha, et la radiation la plus pénétrante (qui produit forcément une moindre ionisation puisqu'elle traverse l'air) le rayonnement bêta.
En 1900, Rutherford épouse Mary Newton (1876-1954) ; de ce mariage naît leur seul enfant, Eileen (1901-30), qui épouse le physicien Ralph Fowler.
À cette époque, Rutherford étudie le thorium et constate, en utilisant le même dispositif que pour l'uranium, que le fait d'ouvrir une porte dans le laboratoire perturbe nettement l'expérience, comme si les mouvements de l'air dans l'expérience pouvaient la perturber. Il en vient bientôt à la conclusion que le thorium dégage une émanation, elle aussi radio-active, puisqu'en aspirant l'air qui entoure le thorium, il s'aperçoit que cet air laisse facilement passer le courant, même à grande distance du thorium.
Il remarque aussi que les émanations du thorium ne restent radioactives qu'une dizaine de minutes et que ce sont des particules neutres. Leur radio-activité n'est perturbée par aucune réaction chimique, ni changement de conditions (température, champ électrique). Il trouve même que la radioactivité de ces particules décroît exponentiellement, puisque le courant qui passe entre les électrodes fait de même, et découvre ainsi en 1900 la période des éléments radio-actifs.
Avec l'aide d'un chimiste de Montréal, Frederick Soddy, il arrive en 1902 à la conclusion que les émanations du thorium sont bien des atomes radioactifs, mais sans être du thorium, et que la radio-activité s'accompagne donc d'une désintégration des éléments.
Cette découverte provoque une grande agitation parmi les chimistes, très attachés au concept d'indestructibilité de la matière. C'est sur ce concept qu'était d'ailleurs bâtie une grande partie de la science de l'époque. Cette découverte est donc un véritable bouleversement ; mais la qualité des travaux de Rutherford ne pouvait laisser de doute. Pierre Curie lui-même n'accepte cette idée que deux ans plus tard, alors qu'il avait déjà constaté avec Marie Curie que la radioactivité s'accompagnait d'une perte de masse des échantillons (il pensait que les atomes perdaient du poids sans changer de nature).
Les travaux de Rutherford sont reconnus en 1903 par la Royal Society, qui lui décerne la Médaille Rumford en 1904. Il résume le résultat de ses recherches dans un livre intitulé Radio-activité (1904), où il explique que la radioactivité n'est influencée ni par les conditions extérieures de pression et de température, ni par les réactions chimiques, et qu'elle produit un dégagement de chaleur très supérieur à celui d'une réaction chimique. Il explique également que de nouveaux éléments sont produits, ayant des caractéristiques chimiques différentes, tandis que les éléments radioactifs disparaissent.
Avec Frederick Soddy, il estime que le dégagement d'énergie dû aux désintégrations nucléaires est de 20 000  à   100 000 fois plus important que celui qui résulterait d'une réaction chimique. Il émet également l'idée qu'une telle énergie pourrait expliquer l'énergie dégagée par le Soleil. Avec Rutt, il estime que si la Terre conserve une température constante (en tous les cas pour ce qui est de son noyau), c'est sans doute dû aux réactions de désintégration qui se produisent en son sein.
Cette idée d'une grande énergie potentielle contenue dans les atomes trouve, un an plus tard, un début de confirmation théorique avec la découverte par Einstein de l'équivalence masse-énergie. À la suite de ces travaux, Otto Hahn, futur découvreur de la fission nucléaire (1938), vient étudier avec Rutherford à McGill pendant quelques mois.
Il commence dès 1903 à se poser des questions sur la nature exacte des rayonnements alpha ; en leur faisant traverser des champs électriques et magnétiques, il en déduit leur vitesse, le signe (positif) de leur charge et le rapport entre leur charge et leur masse. C'est la voie qui le mènera vers ses travaux les plus célèbres.
Pendant son séjour à McGill, il publie environ 80 articles et invente de nombreux dispositifs sans rapport avec la physique nucléaire. En 1977, McGill nomme son pavillon Rutherford en son honneur.

## Manchester, 1907-1919: le noyau atomique
En 1907, il obtient un poste de professeur à l'université de Manchester, où il travaille avec Hans Geiger avec qui il invente un compteur permettant de détecter les particules alpha émises par les substances radioactives (ébauche du futur compteur Geiger), car en ionisant le gaz qui se trouve dans l'appareil, elles produisent une décharge détectable. 

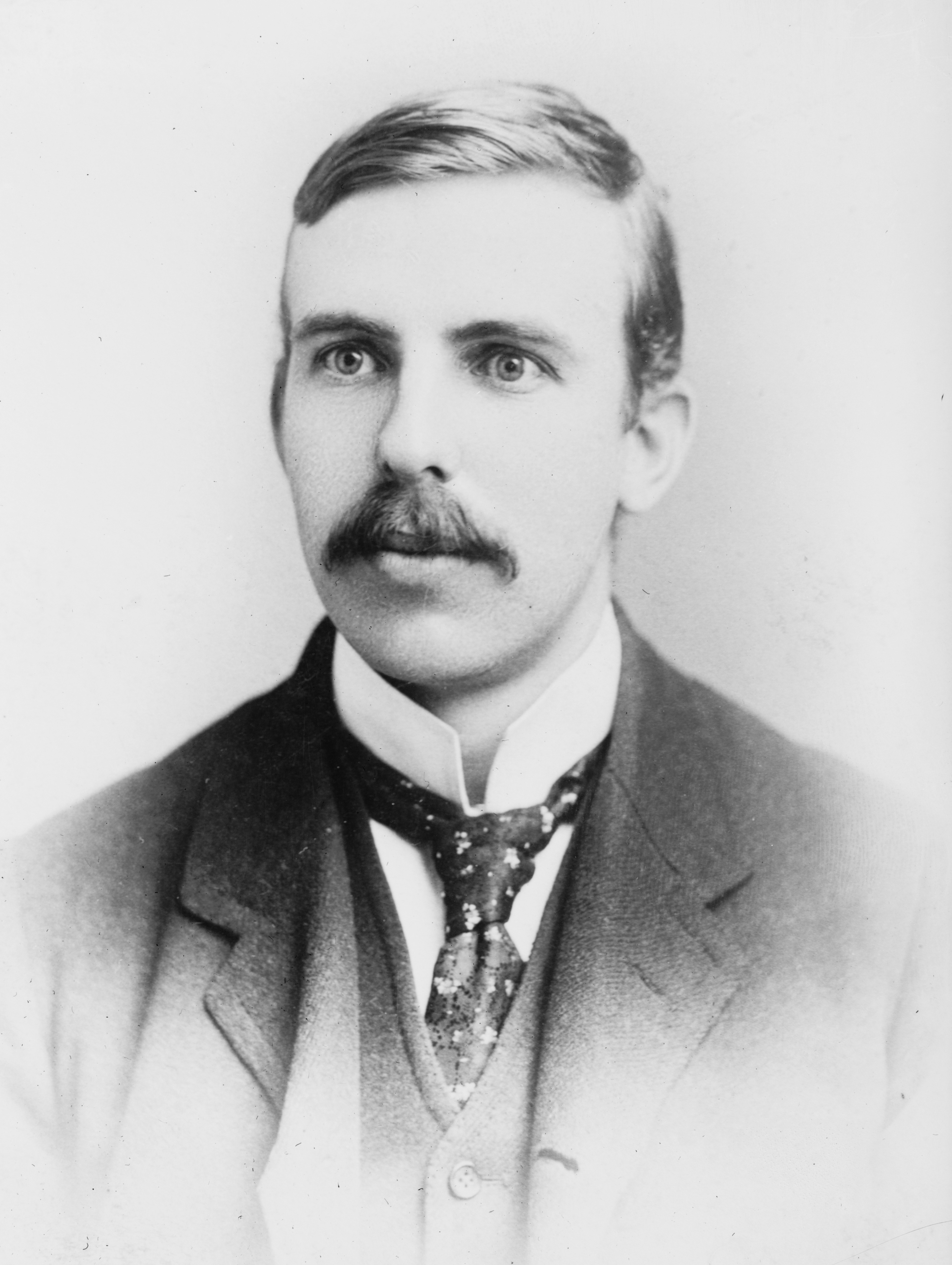
Ernest Rutherford en 1908.

En 1908, avec un de ses étudiants, Thomas Royds, il prouve définitivement ce qu'on supposait, à savoir que les particules alpha sont bien des noyaux d'hélium. Ou plutôt, que les particules alpha sont des atomes d'hélium une fois débarrassés de leurs charges négatives. Pour le prouver, il isole la substance radioactive dans un matériau suffisamment mince pour que les particules alpha le traversent effectivement, mais pour que cela bloque toute « émanation » des éléments radioactifs, c'est-à-dire tout produit de la désintégration. Il recueille ensuite le gaz qui se trouve autour de la boîte qui contient les échantillons et analyse son spectre. Il y trouve alors une grande quantité d'hélium : les noyaux que sont les particules alpha ont récupéré des électrons disponibles.
Il obtient la même année le prix Nobel de chimie « pour ses recherches touchant la désintégration des éléments [chimiques], et la chimie des substances radioactives ». Il en conserve cependant une certaine déception, car il se considère avant tout comme un physicien. Une de ses citations célèbres est : « La science, soit c'est de la physique, soit c'est de la philatélie », voulant sans doute signifier par là qu'il plaçait la physique au-dessus des autres sciences.
C'est en 1911 qu'il fait sa plus grande contribution à la science en découvrant le noyau atomique. Il avait observé à Montréal qu'en bombardant une fine feuille de mica avec des particules alpha, on obtenait une déflexion de ces particules. Geiger et Marsden, refaisant de façon plus poussée ces expériences en utilisant une feuille d'or, avaient constaté que certaines particules alpha étaient déviées de plus de 90 degrés. Rutherford émet alors l'hypothèse qu'au centre de l'atome devait se trouver un « noyau » contenant presque toute la masse et toute la charge positive de l'atome, les électrons déterminant en fait la taille de l'atome. Geiger et Marsden vérifièrent par la suite ces conclusions par l'expérience.
Ce modèle planétaire avait été suggéré en 1904 par un Japonais, Hantaro Nagaoka, mais était passé inaperçu — on y objectait que les électrons auraient dû rayonner en tournant autour du noyau central et donc y tomber. Les résultats de Rutherford montrèrent que ce modèle était sans doute le bon, puisqu'il permettait de prévoir avec exactitude le taux de diffusion des particules alpha en fonction de l'angle de diffusion et de la taille de l'atome. Les dernières objections théoriques sur le rayonnement de l'électron tombèrent avec le début de la théorie quantique et l'adaptation par Niels Bohr du modèle de Rutherford à la théorie de Planck, démontrant ainsi la stabilité de l'atome de Rutherford.
Au début de la Première Guerre mondiale, Rutherford se concentre sur les méthodes acoustiques de détection des sous-marins. Une fois la guerre terminée, en 1919, après avoir observé les protons produits par le bombardement d'hydrogène par des particules alpha (en observant les scintillations qu'ils produisent sur des écrans recouverts de sulfure de zinc), il s'aperçoit qu'il obtient beaucoup plus de ces scintillations s'il fait la même expérience avec de l'air, et mieux, avec du diazote pur. Il en déduit alors que les particules alpha, en heurtant les atomes d'azote, ont produit un proton. Cependant, il ne savait pas ce qu'il était advenu du noyau résiduel. Il a fait des suppositions, mais elles se sont avérées inexactes. 
Rutherford a énuméré ces suppositions dans sa conférence Bakerian (en), « Nuclear Constitution of Atoms », le 3 juin 1920. En 1919, il confia la tâche d'identifier le noyau résiduel à Patrick Blackett, un chercheur travaillant sous sa direction. Pendant cinq ans, Blackett a effectué les expériences et, à la fin, a fait l'interprétation correcte de la réaction nucléaire et du noyau résiduel — l'oxygène. Blackett a publié ses expériences, son analyse et sa conclusion en 1925. Blackett venait de produire la première transmutation artificielle de l'histoire.

## Cambridge, 1919-1937: l'âge d'or de Cavendish

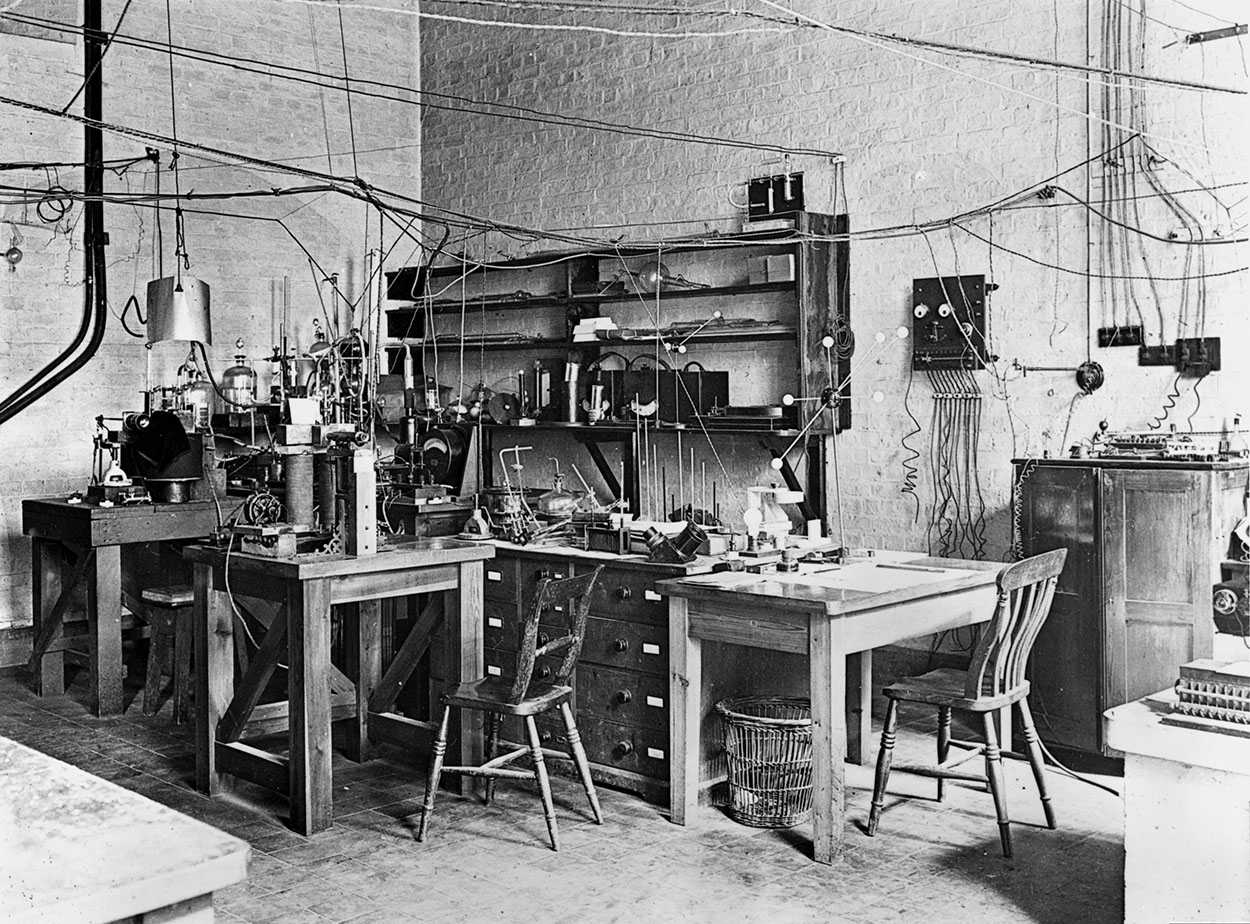
le laboratoire de Rutherford en 1926

La même année, il succède à J.J. Thomson au laboratoire Cavendish, dont il devient le directeur. C'est le début d'un âge d'or, pour le laboratoire comme pour Rutherford, même si ses travaux de recherche marquent le pas. Son influence sur la recherche dans le domaine de la physique nucléaire est énorme. Par exemple, dans une conférence qu'il donne devant la Royal Society, il fait allusion à l'existence du neutron et à des isotopes de l'hydrogène et de l'hélium. Et c'est au laboratoire Cavendish, sous son impulsion, que ceux-ci seront découverts.
James Chadwick, découvreur du neutron, Niels Bohr, qui proposa que le modèle atomique planétaire de Rutherford est stable, et Robert Oppenheimer, considéré comme le père de la bombe atomique, comptent parmi ceux qui étudièrent au laboratoire du temps de Rutherford. Henry Moseley, qui fut son étudiant, montra en utilisant la diffraction des rayons X que les atomes contenaient autant d'électrons qu'il y avait de charges positives dans le noyau, et qu'ainsi ses résultats « soutenaient fortement les vues de Bohr et Rutherford ».
Les nombreux cours qu'il donne au laboratoire Cavendish et le grand nombre de contacts qu'il a avec ses étudiants, donne de Rutherford l'image d'un homme extrêmement attaché aux faits, plus encore qu'à la théorie, qui pour lui n'est en quelque sorte qu'une simple « opinion ». Cet attachement aux faits expérimentaux est le signe d'une grande rigueur et d'une grande honnêteté. Lorsque Fermi réussit à désintégrer divers éléments à l'aide de neutrons, il lui écrit pour le féliciter de s'être « échappé de la physique théorique ».
Heureusement cependant, Rutherford ne s'arrête pas aux faits, et sa grande imagination lui fait entrevoir les conséquences théoriques les plus lointaines. Mais il ne supporte pas que l'on complique les choses inutilement. Il fait souvent des remarques à ce propos aux visiteurs du laboratoire qui viennent exposer leurs travaux aux étudiants (amusés) et aux chercheurs, quelle que soit la renommée du visiteur. Son attachement à la simplicité est presque proverbial. Il disait d'ailleurs : « Je suis moi-même un homme simple. »
Son autorité au laboratoire Cavendish n'est pas fondée sur la peur qu'il peut inspirer. Au contraire, Rutherford est d'un caractère jovial et on sait que ses travaux avancent lorsqu'il chantonne dans son laboratoire. Il est respecté par ses étudiants, moins pour ses travaux passés ou pour le mythe qui l'entoure, que pour sa personnalité attachante, sa générosité et son autorité intellectuelle, au point qu'il est considéré comme « le professeur » de Cambridge.
Son collaborateur russe Piotr Kapitsa le surnomme « le crocodile » comme symbole de la paternité et signe de respect. Aujourd'hui l'image d'un crocodile décore toujours le laboratoire que Rutherford a dirigé.
Cette époque est aussi pour Rutherford celle des honneurs : il est président de la Royal Society de 1925 à 1930, et président de l'Academic Assistance Council qui, en ces temps troublés politiquement, aide les universitaires allemands qui fuent leur pays. Il est également lauréat de la médaille Copley en 1922, de la médaille Franklin en 1924 et du Faraday Lectureship de la Royal society of chemistry en 1936. En 1925, Il fait son dernier voyage en Nouvelle-Zélande, son pays natal qu'il n'oubliait jamais, et est reçu comme un héros.
C'est en 1931 qu'il est anobli (par le roi George V) et obtient le titre de Baron Rutherford of Nelson, of Cambridge. La même année, son unique fille, Eileen meurt neuf jours après avoir donné naissance à son quatrième enfant.
Rutherford, qui était un homme physiquement vigoureux, entre à l'hôpital en 1937 pour une opération mineure, après s'être fait mal en coupant des arbres dans sa propriété. À son retour chez lui, il semble se remettre sans problème, quand son état s'aggrave soudainement. Il meurt très brusquement le 19 octobre et est inhumé à l'abbaye de Westminster, aux côtés de Newton et de Kelvin.
Son effigie orne désormais les billets de 100 dollars néo-zélandais.

## Citations
- « L'énergie produite par l'atome est plutôt quelconque. Quiconque parle de l'utiliser comme source d'énergie est à côté de ses pompes. »
(traduction libre de (en) The energy produced by the atom is a very poor kind of thing. Anyone who expects a source of power from the transformation of these atoms is talking moonshine., 1933)
- « La science est soit de la physique, soit de la philatélie. »
(traduction libre de (en) All science is either physics or stamp collecting, [cité par J. B. Birks, Rutherford at Manchester (1962)]
- « J'ai toujours été fier du fait que je sois Néo-Zélandais. »
(traduction de (en) I have always been proud of the fact that I am a New Zealander, Auckland, 1925)
- « C'est presque aussi surprenant que si vous tiriez un obus de quinze pouces sur un mouchoir en papier et qu'il revenait vous frapper. »
(traduction libre de (en) It was almost as incredible as if you fired a fifteen-inch shell at a piece of tissue paper and it came back to hit you, 1909) à propos des résultats de l'expérience qu'il dirigea en 1909 pour démontrer la structure de l'atome.

## Publications
- Radio-activity (1904), 2e ed. (1905),  (ISBN 978-1-60355-058-1)
- Radioactive Transformations (1906),  (ISBN 978-1-60355-054-3)
- Radioactive Substances and their Radiations (1913)
- The Electrical Structure of Matter (1926)
- The Artificial Transmutation of the Elements (1933)
- The Newer Alchemy (1937)